# Cambo-les-Bains
Cambo-les-Bains là một xã trong tỉnh Pyrénées-Atlantiques, thuộc vùng Nouvelle-Aquitaine của nước Pháp, có dân số là 4416 người (thời điểm 1999). Cambo-les-Bains nằm khoảng 17 km về phía bắc của Bayonne, cách biên giới với Tây Ban Nha khoảng 10 km.